# Carter Jenkins
Carter Mark Jenkins, född 4 september 1991 i Tampa i Florida, är en amerikansk skådespelare. Han är mest känd för att ha haft roller i filmerna Aliens in the Attic (2009), Valentine's Day (2010) och Struck by Lightning (2012). Han har även medverkat i TV-serierna Surface (2005–2006), Viva Laughlin (2007) och Famous in Love (2017–2018).

## Filmografi (urval)
- Aliens in the Attic
- CSI: Miami
- Scrubs
- Viva Laughlin
- Bad News Bears
- Unfabulous
- Valentine's Day
- After We Fell
- After Ever Happy
- After Everything